# Lista över stora grabbar och tjejer i segelflyg
I samband med att Flygsportsförbundet anslöts till Riksidrottsförbundet 1966 infördes Stora Grabbars Märke inom segelflyget. För att tilldelas märket krävs 20 poäng. Poäng kan erövras som efter placering i VM, SM, DM, NM, världsrekord eller svenskt rekord. Eftersom en segelflygare inte hinner med så många tävlingar under sin karriär jämfört men flera andra sporter anses det svårt att erövra.

## Mottagare av utmärkelsenStora grabbar och tjejer i segelflyg
- 1969, Per-Axel Persson, Ljungbyhed
- 1969, Billy Nilsson, Örnsköldsvik
- 1969, Göran Ax, Landskrona
- 1969, Irve Silesmo, Örebro
- 1974, Göran Andersson, Eskilstuna
- 1974, Lisbeth Wennerström, Borlänge
- 1976, Gunnar Karlsson, Örebro
- 1976, Bengt Göök, Örebro
- 1979, Åke Pettersson, Stockholm
- 1981, Sture Rodling, Linköping
- 1982, Teresa Toivonen, Eskilstuna
- 1982, Bert Persson, Västerås
- 1982, Boel Svensson, Stockholm
- 1983, Mats Olsson
- 1984, Göran Bucht
- 1984, Curt-Olle Ottosson
- 1988, Magnus Kjällström
- 1993, Jan-Ola Nordh199319
- 1996, Torbjörn Hägnander
- 1996, Anders Blom
- 1996, Gunilla Lundström-Lindell
- 1997, Jesper Engström
- 2000, Anders Olsson
- 2002, Walter Hansson
- 2004, Lars Olsson
- 2004, Ronny Lindell
- 2004, Glenn Lövgren
- 2004, Börje Gustavsson
- 2006, Börje Eriksson
- 2006, Mikael Engström
- 2006, Ronny Eriksson
- 2009, Pekka Havbrandt
- 2010, Johan Gustafsson
- 2011, Richard Swanström
- 2011, Daniel Ahlin
- 2012, Simon Landqvist
- 2012, Claes Andersson
- 2014, Tonny Olsson
- 2016, Per Carlin
- 2016, Sebastian Jansson
- 2017, Hans Larsson
- 2017, Jim Acketoft
- 2017, Gustav Salminen

## Poängberäkning
- 1 plats VM eller OS 20 poäng
- 2 plats VM eller OS 15 poäng
- 3 plats VM eller OS 10 poäng
- 1 plats EM eller JEM 10 poäng
- 2 plats EM eller JEM 5 poäng
- 3 plats EM eller JEM 3 poäng
- 1 plats SM eller JSM 5 poäng
- 1 plats höjd, hastighet i SM 1 poäng
- 1 plats distans i SM 1 poäng
- 1 plats kombination i SM 1 poäng
- 1 plats DM 1 poäng
- Världsrekord 15 poäng
- Svenskt rekord 2 poäng